# Rudolf Adam Abich
Rudolf Adam Abich (* 1738 in Osterode am Harz; † 15. Oktober 1809 in Schöningen) war ein Herzoglich Braunschweigischer Bergrat.

## Leben
Rudolf Adam Abich war ein braunschweigischer Bergbeamter. Er wirkte als Obersalzinspektor und war bis 1806 Pächter der Saline Schöningen. Abich wurde während dieser Zeit zum Bergrat ernannt und bewohnte das von ihm auf dem Salinengrundstück gebaute Direktorenhaus.
1792 wurde er außerordentliches Mitglied der Gesellschaft Naturforschender Freunde zu Berlin.
Sein Sohn Heinrich Carl Wilhelm Abich war verheiratet mit Johanna Wilhelmine, geborene Klaproth, der Tochter des Chemikers Martin Heinrich Klaproth. Der Mineraloge, Geologe und Forschungsreisende Hermann von Abich war sein Enkel.